# Капелюшник
Капелю́шник (англ. Hatter) —вигаданий персонаж книги Льюїса Керролла «Аліса у Дивокраї» 1865 року та її продовження «Аліса в Задзеркаллі» 1871 року. Вперше з'являється в сьомому розділі книги «Божевільне чаювання».
Його дуже часто називають Божевільним Капелюшником, хоча цей термін ніколи не використовувався Керроллом. Фраза «божевільний як капелюшник» виникла ще до творів Керролла. Капелюшник і Березневий Заєць названі «обоє божевільними» Чеширським Котом у «Алісі у Дивокраї» у шостому розділі під назвою «Свиня та перець». У книзі «Аліса в Задзеркаллі» присутній схожий персонаж — Кеп Ель-Юшник, який є гінцем Білого короля.

## Життєпис вигаданого персонажа

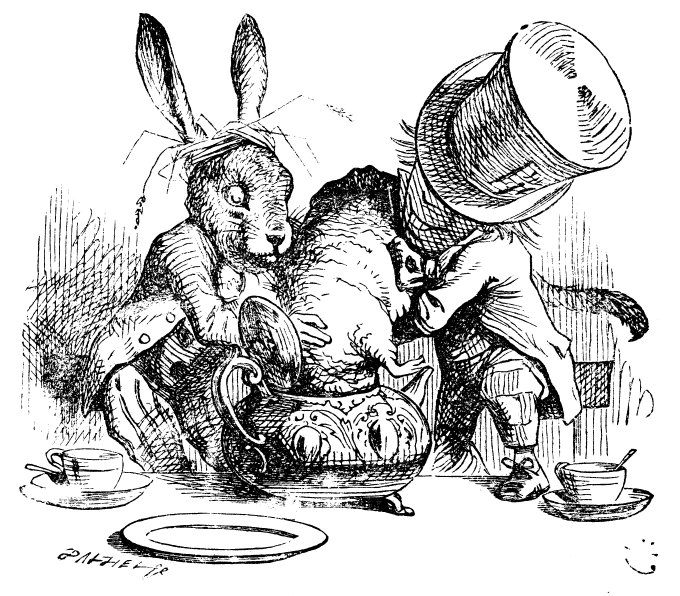
Березневий заєць і капелюшник кладуть голову соні в чайник, художник сер Джон Тенніел.

### Аліса в Задзеркаллі
Персонаж Капелюшника разом з усіма іншими вигаданими істотами вперше з’являється в романі Льюїса Керролла «Аліса у Дивокраї» 1865 року. У «Розділі сьомому – Божевільне чаювання», досліджуючи Країну Чудес, Аліса зустрічає Капелюшника, який п’є чай з Березневим Зайцем і Сонею. Капелюшник пояснює Алісі, що вони завжди п’ють чай, тому що, коли він намагався співати для поганої Чирвової Королеви, вона засудила його до смерті за «вбивство часу», але він уникнув обезголовлення. Розгніваний Час, що виступає в ролі живої істоти, назавжди зупиняє час для Капелюшника та Шаленого зайця на 6-й годині. Під час чаювання його учасники загадують один одному загадки без відповіді, пересаджуються з місця на місце та роблять один одному нетактовні зауваження. Зрештою обурена Аліса покидає чаювання.
Герой знову з'являється в одинадцятому розділі «Хто вкрав пиріжки?» як свідок на суді над Чирвовим валетом. Чирвова королева впізнає Капелюшника, якого колись засудила до страти, і велить зітнути йому голову. Однак виконати вирок не вдається через втечу Капелюшника.
Персонаж також ненадовго з'являється у книзі Керролла 1871 року «Аліса в Задзеркаллі», продовженні «Аліси у Дивокраї». Під ім'ям «Гатта» Капелюшник знову мав проблеми з законом. Він згадується королівський гінець, що зараз сидить за ґратами, відбуваючи покарання за ще не вчинений злочин. Він, однак, не обов’язково був винним, оскільки Біла Королева пояснила, що підданих часто карали до скоєння злочину, а не після нього, а іноді вони взагалі його не вчиняли. 
В сьомому розділі Білий король каже, що його гінець Кеп Ель-Юшник щойно вийшов з в'язниці. Він згадувався разом із Березневим Зайцем, який ходив під іменем «Гайга». Ілюстрація сера Джона Тенніла зображує Гатту, який попиває з чашки, як це було в оригінальному романі. Аліса не коментує, чи є Гатта Капелюшником її попереднього сну.

## Характеристика

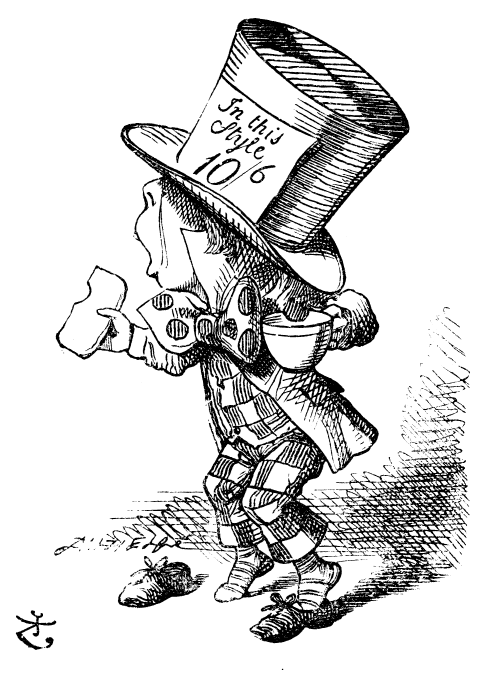
Капелюшник насолоджується чашкою чаю та хлібом з маслом, сер Джон Тенніел.

### Етимологія
У виробництві фетрових капелюхів протягом ХІХ століття використовувалася Ртуть, що спричиняло високий рівень отруєння ртуттю серед працівників капелюшної промисловості. Отруєння ртуттю викликає неврологічні порушення, включаючи невиразну мову, втрату пам’яті та тремтіння, що призвело до фрази «божевільний як капелюшник». У вікторіанську епоху багато працівників текстильної промисловості, включно з капелюшниками, іноді хворіли на нервову систему, як-от туберкульоз центральної нервової системи (ЦНС), який зображений у таких романах, як «Алтон Локк» Чарльза Кінгслі та «Північ і Південь» Елізабет Гаскелл, які читав Льюїс Керролл. Багатьох таких працівників відправляли до божевільних притулків для бідних, які перебували під наглядом уповноважених з божевілля, таких як Семюель Гаскелл і Роберт Вілфред Скеффінгтон Лютвідж, дядько Керролла. Керрол був знайомий з умовами в притулках і сам відвідав принаймні одну з них, притулок графства Суррей, де пацієнтів лікували так званими методами, не пов'язаними з обмеженням свободи, і займали їх, серед іншого, садівництвом, фермерством і виготовленням капелюхів. Крім постановок театральних вистав, танців та інших розваг, у таких притулках також влаштовувалися чаювання.

### Зовнішній вигляд
Хоча під час суду над Червим Валетом Червовий Король робить зауваження щодо головного убору Капелюшника, Керролл не описує точний стиль капелюха, який він носить. Фірмовий циліндр персонажа взято з ілюстрацій Джона Тенніела до першого видання, на яких персонаж носить великий циліндр із стрічкою, на якій написано «У цьому стилі 10/6». Про це детальніше йдеться в «Дитячій кімнаті «Аліса» — скороченій версії «Аліси у Дивокраї», адаптованій самим автором для маленьких дітей. Тут зазначено, що персонаж носить капелюх на голові з цінником, який містить числа 10 і 6, що вказує ціну в британських грошах перед десятковою системою як десять шилінгів і шість пенсів (або половину гінеї).

### Особистість

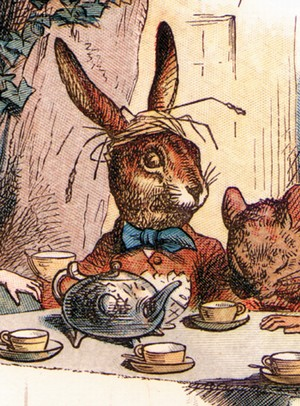
Ілюстрація Березневого Зайця, одного з друзів Капелюшника по чаюванню, художник Джон Тенніел.

Капелюшник і його друг по чаюванню, Березневий Заєць, спочатку називаються «обоє божевільними» завдяки характерному Чеширському Коту. Перша згадка про обох персонажів зустрічається в шостому розділі «Аліси у Дивокраї» Керролла під назвою «Свиня і перець», у розмові між дитиною-героїнею Алісою та Чеширським котом, коли вона запитує: «Які люди тут живуть?». На це кіт відповідає: «В тому напрямку живе Капелюшник, а в тому - Березневий Заєць. Відвідай будь-кого з них: вони обидва божевільні!» Обидва згодом дебютують у сьомому розділі тієї ж книги, який називається «Божевільне чаювання».
Виготовлення капелюхів було основною професією в Стокпорті, де виріс Керролл, і тоді не було чимось незвичайним, коли капелюшники виглядали стурбованими або збентеженими; багато хто помер рано внаслідок отруєння ртуттю. Однак Капелюшник не проявляє симптомів отруєння ртуттю, які включають надмірну боязкість, невпевненість, зростаючу сором'язливість, втрату впевненості в собі, занепокоєння та бажання залишатися непоміченим і непомітним.

### Схожість з Теофілом Картером
Часто стверджували, що персонаж Капелюшника міг бути натхненний Теофілом Картером, ексцентричним торговцем меблями. Вважається, що Картер свого часу був слугою в Крайст-Черч, одному з коледжів Оксфордського університету. Це не підтверджується університетськими документами. Пізніше він володів меблевим магазином і через свою звичку стояти на дверях свого магазину в циліндрі став відомим як «Божевільний Капелюшник». Повідомляється, що сер Джон Тенніл спеціально приїхав до Оксфорда, щоб намалювати його для своїх ілюстрацій. Однак ні в листах, ні в щоденниках Керролла немає доказів цього твердження.

## Загадка
У розділі «Скажене чаювання» Капелюшник загадує відому загадку: «Чому ворон схожий на письмовий стіл?» Коли Аліса кидає спроби з’ясувати причину, Капелюшник зізнається: «Я не маю жодного уявлення!». Спочатку Керролл мав намір загадку залишити без відповіді, але після багатьох прохань читачів він та інші, включаючи експерта з головоломок Сема Лойда, запропонували можливі відповіді; у своїй передмові до видання «Аліси у Дивокраї» 1896 року Керролл писав:
Мене так часто запитували, чи можна уявити якусь відповідь на загадку Капелюшника, що я можу записати тут те, що мені здається цілком доречною відповіддю: «Тому що вона може дати кілька нот, хоча вони дуже плоскі; і її ніколи не ставлять неправильним кінцем вперед!». Це, однак, лише пізніша думка; загадка, як вона була вигадана, не мала жодної відповіді.
Лойд запропонував кілька альтернативних розв’язків загадки, включно з тим, що «По писав на обох» (з натяком на вірш По «Ворон» 1845 року) і «тому що ноти, для яких вони записані, не вважаються музичними». Квітневий випуск Bandersnatch, бюлетеня Товариства Льюїса Керролла [випуск 172,ISSN 0306-8404, квітень 2017], опублікував таке рішення, запропоноване експертом із головоломок Ріком Госберном: «Чому Ворон схожий на письмовий стіл?» — Бо один — ворона з дзьобом, а другий — бюро з пером! RSPB у своєму визначенні Ворона стверджує: «Ворон [...] весь чорний з великим дзьобом і довгими крилами». Американський письменник Стівен Кінг дає альтернативну відповідь на загадку Капелюшника у своєму романі жахів «Сяйво» 1977 року. П’ятирічний Денні, засніжений і ізольований «на висоті десяти тисяч футів» у Скелястих горах, чує в своїй голові шепіт злісного «голосу готелю [Overlook]», включно з таким глузуванням: «Чому ворон такий, як Письмовий стіл? Випий ще одну чашку чаю!»

## У масовій культурі
Капелюшник був представлений майже в кожній екранізації «Аліси у Дивокраї» на сьогоднішній день; він зазвичай виконує головну чоловічу роль, незважаючи на те, що він допоміжний персонаж. У фільмі персонажа зобразили Норман Віттен, Едвард Еверетт Гортон, сер Роберт Гелпманн, Мартін Шорт, Пітер Кук, Ентоні Ньюлі, Ед Вінн, Ендрю-Лі Поттс і Джонні Депп. У музичних відео Капелюшника зображували Том Петті, Деро Гої та Стівен Тайлер. Його також зображували на сцені Ніккі Снелсон і Кетрін Шиндл, а на телебаченні Джон Роберт Гоффман, Піп Донагі та Себастьян Стен. У балетних адаптаціях Стівен Макрей також зобразив його божевільним «Тапером». У березні 2019 року Челсі Мейс стала першою жінкою-солісткою, яка зіграла Божевільного Капелюшника для Національного балету Канади.

### Фільми

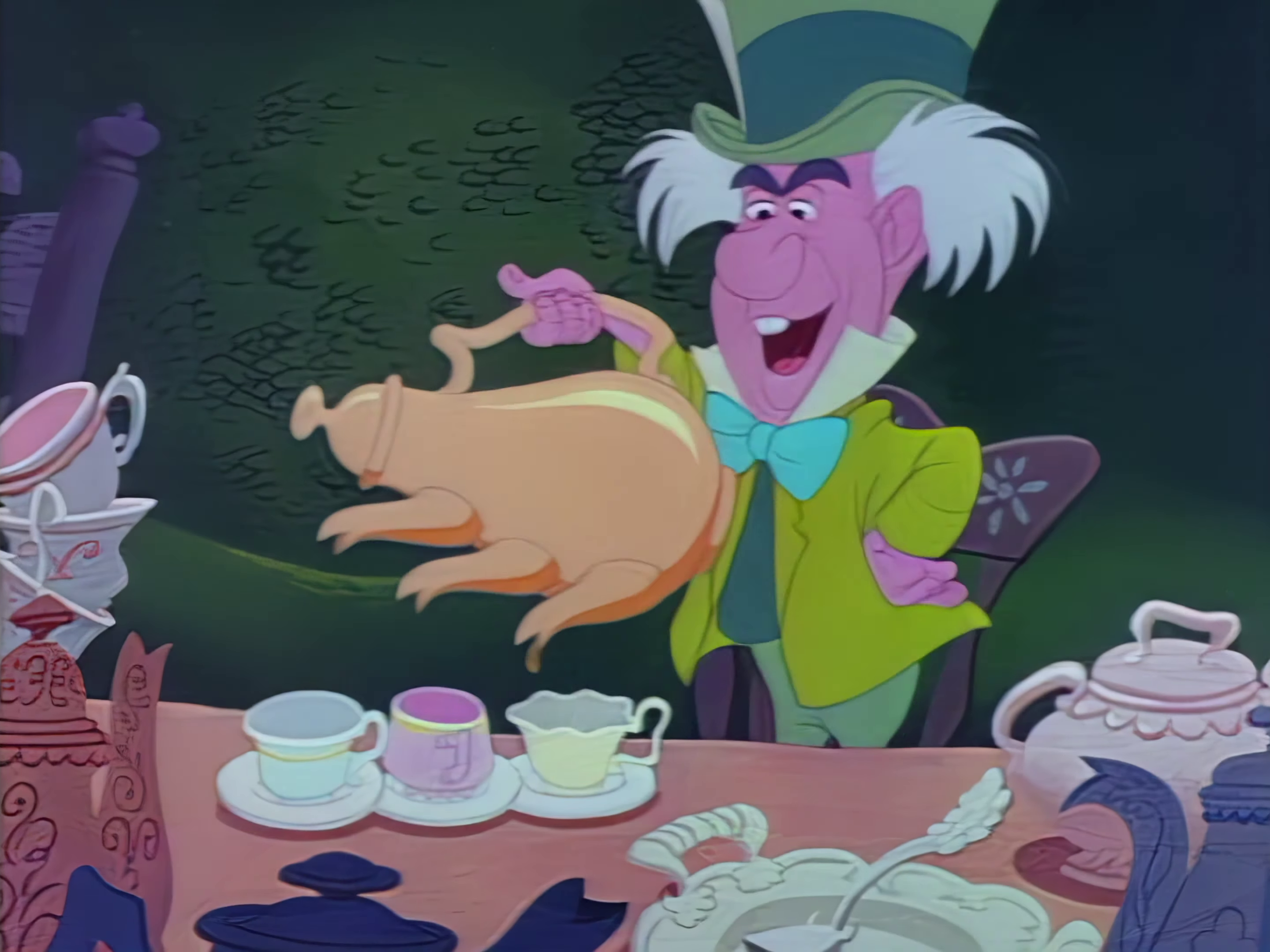
Божевільний Капелюшник з мультфільму 1951 року.

- У анімаційному фільмі Уолта Діснея 1951 року «Аліса в Країні Чудес» Капелюшник, якого інші називають «Божевільним Капелюшником», постає як невисокий, гіперактивний чоловік із сивим волоссям, великим носом і комічним голосом. 1951 року його озвучив Ед Вінн та Корі Бертон у його пізніших появах (Bonkers, House of Mouse), а Алан Тудік озвучив його в короткометражному фільмі «Одного разу на студії».[13] Аліса випадково натрапляє на Капелюшника та Березневого Зайця, які влаштовують собі «ненароджену» вечірку. Капелюшник задає їй сумнозвісну загадку: «Чому ворон схожий на письмовий стіл?», але коли вона намагається відповісти Капелюшнику та Березневому Зайцю, вони думають, що вона «зовсім божевільна», і Капелюшник зовсім забув, що навіть запитував її: загадка. Упродовж фільму Капелюшник дістає зі свого капелюха безліч предметів, наприклад, торт і менші капелюхи. Його особистість – особистість дитини; одну секунду злий, наступну — щасливий.
- Капелюшник з'являється у версії Тіма Бертона «Аліса в Країні Чудес» 2010 року, яку зіграв Джонні Депп і отримав ім'я Таррант Гайтопп.[14] У фільмі Капелюшник веде Алісу до замку Білої Королеви та розповідає про жах правління Червоної Королеви, коментуючи, що Аліса вже не та, якою вона була колись. Згодом Капелюшник допомагає Алісі уникнути захоплення охоронцями Червоної Королеви, дозволивши схопити себе замість неї. Пізніше Чеширський кіт рятує його від страти і закликає до повстання проти Червоної Королеви. Ближче до кінця фільму Капелюшник безуспішно пропонує Алісі, що вона могла б залишитися в Країні Чудес і втілити його почуття до неї. Критичний прийом до зображення Капелюшника Джонні Деппа був загалом позитивним. Девід Едельштейн з New York Magazine зауважив, що хоча елементи персонажа, запропоновані Деппом, не повністю поєднуються, «Депп привносить заразливу літню родзинку у все, що він робить».[15] Білл Ґудікунц з The Arizona Republic сказав, що «Депп — це саме те, чого ви очікуєте, і це добре. Зі зубами та зловісним поглядом, іноді він виглядає як Мадонна, яка встромила вилку в тостер. Як він знаходить Про його персонажів можна лише здогадуватися, це щось на зразок комісійного магазину ексцентричності, здається, але це працює».[16] Овен Глейберман з Entertainment Weekly мав більш неоднозначну думку та прокоментував, що Депп у ролі Капелюшника — це «фантастичний образ, але як тільки Депп відкриває рот, виходить огидна шотландська вигадка, яка змушує все, що він говорить, звучати більш-менш Насправді, він просто усміхнений Джонні з таємним танцювальним рухом, і тому ми починаємо реагувати на нього. так, як Аліса робить з усім іншим: розмірковуючи, коли він перестане робити дурниці».[17] Кеннет Туран з Los Angeles Times заявив, що «неможливо заперечувати таланти та здібності Деппа, але цей виступ виглядає водночас поблажливим і таким, який ми всі бачили раніше».[18]
- У фільмі «Пітер Пен і Аліса в країні чудес» 2020 року Капелюшника грає Кларк Пітерс. Він зображений як батько Капітана Гака, дідусь Аліси та Пітера Пена, а також прадід Венді Дарлінг, Джона Дарлінга та Майкла Дарлінга.
- 2025 року Божевільний Капелюшник з’явиться у «Пуньківські всесвіти: Монстри збираються» як убивча версія самого себе разом з іншими персонажами дитячих казок, такими як Вінні-Пух, Тигруля, П’ятачок, Сова, Бембі, Пітер Пен, Дінь-Дінь та Буратіно, Кролик, Спляча Красуня та Цвіркун-балакун[19].

### Телебачення
- Божевільний Капелюшник Діснея також був напіврегулярним учасником денного серіалу «Божевільні» та одним із гостей «Будинку миші», де він навіть з'явився в епізодичній ролі в одному з короткометражних мультсеріалів.
- У серіалі «Футурама» є робот на ім'я Божевільний Капелюшник, створений за мотивами Капелюшника. Його можна побачити лише в Інституті HAL (притулок для злочинно божевільних роботів), і він вимовляє лише одну фразу: «Поміняйтеся місцями!», яку всі в кімнаті виконують, коли вона промовляється. Цінник на його капелюсі говорить «5/3», те саме число, що й 10/6, представлене чисельником і знаменником, зменшеними вдвічі. Другорядний персонаж, він був в епізодах «Божевільний у мейнфреймі» та «Слідуй за читачем», а також у фільмі «Футурама: Гра Бендера».
- У «Алісі» SyFy  Капелюшник (Ендрю-Лі Поттс) зображений як контрабандист, який починає працювати подвійним агентом Червоної Королеви й Опору країни чудес. Протягом історії він починає все більше і більше ставати на бік Опору, і врешті-решт закохується в Алісу, допомагаючи їй на цьому шляху.
- У телерсеріалі «Якось у казці» Божевільний Капелюшник представлений як такий, що володіє унікальною здатністю перетинати виміри через свій капелюх і має доньку Грейс, яка втратила свою матір Прісциллу[20] в результаті минулої угоди зі Злою Королевою. Коли Королева пропонує йому достатньо багатства, щоб створити для своєї доньки життя, він погоджується допомогти їй відправитися в Країну Чудес, але коли з’ясовується, що метою для Королеви було повернути свого полоненого батька, Капелюшник замість цього залишається в пастці в Країні Чудес, оскільки портал дозволить пройти лише двом людям у будь-якому напрямку. Потрапивши в Країну Чудес, він збожеволів, коли намагався знайти інший шлях назад у свій світ, щоб возз’єднатися зі своєю донькою. У першому сезоні, потрапивши в Країну без магії, Божевільний Капелюшник, тепер відомий як «Джефферсон», оскільки він живе в маєтку на околиці Сторібрука, є одним із небагатьох, хто пам’ятає своє початкове життя через своє божевілля. Його дочку також привезли в Сторібрук, але він уникає контакту з нею через її нові спогади, що означає, що вона не впізнає його. Не маючи змоги використовувати магію в цьому світі, він намагається завербувати Емму зробити для неї капелюх, але вона не може використовувати свою силу, хоча знання Джефферсона про прокляття дає Еммі ще один доказ того, що Генрі говорить правду. Пізніше Регіна залучає Джефферсона, щоб той допоміг їй створити прокляття для Емми, але зусилля Регіни мають протилежний ефект і дають Еммі чіткий доказ того, що прокляття справжнє. У другому сезоні, коли прокляття знято, Джефферсона врешті-решт переконують возз’єднатися зі своєю донькою.
- В епізоді Netflix «Ever After High» «Несприятлива весна» Божевільний Капелюшник з'являється в ролі батька Меделін Гаттер. У 47-хвилинному спеціальному випуску він керує чайною крамницею Божевільного Капелюшника в містечку Букенд, неподалік від школи Медді Евер Афтер Хай. Він також керує однойменним магазином у Країні Чудес, але його покинули після того, як Зла Королева (мати Воронової Королеви) наклала прокляття на землю.

### Відеоігри
- У відеогрі American McGee's Alice 2000 року Божевільний Капелюшник зображений як психотик, буквально «божевільний», одержимий часом і годинниковим механізмом, і вважає себе генієм. Він винаходить механічні пристрої, часто, очевидно, використовуючи тіла живих організмів за основу своїх винаходів, як він планує зробити з усіма мешканцями Країни чудес. Він з'являється в сиквелі 2011 року «Alice: Madness Returns» в тому ж образі, але цього разу він просить допомоги Аліси, щоб повернути його втрачені кінцівки у своїх колишніх співвітчизників Березневого Зайця та Соні. Невідомо, чому Капелюшник одержимий часом, однак мається на увазі, що його божевілля призвело до того, що він впав в оману, що зрештою помре, і почав поклонятися Часу (невидимому персонажу з роману) як якомусь типу божества, включаючи перетворення всього свого тіло з ґвинтиками та шестернями як спосіб жити вічно, особливо перетворення мешканців Країни Чудес на машини як нібито рішення «врятувати» їхні життя, але ціною відсутності доброї волі.
- Божевільний Капелюшник Діснея з’являється в епізодичній ролі в сюжеті «Сад чаювання» у відеогрі Kingdom Hearts 2002 року та її продовженні Kingdom Hearts 358/2 Days 2009 року. Пізніше він з'явився в грі Kingdom Hearts χ 2013 року.
- Божевільний Капелюшник з'явився в мобільній грі Sunsoft Alice's Warped Wonderland (яп. 歪みの国のアリス, Yugami no kuni no Arisu, Alice in Distortion World) 2006 року. Божевільний Капелюшник зображений у вигляді хлопчика середнього шкільного віку в великому одязі та великому капелюсі, що покриває всю голову. На відміну від більшості мешканців Країни чудес, він поводиться з Аріко («Аліса» гри) досить нахабно та грубо. В одній із поганих кінцівок Божевільного Капелюшника вбиває перекручений Чеширський кіт.[21][22]
- У Get Even один із пацієнтів притулку, який носить гарнітури Pandora, одягається як Капелюшник і влаштовує чаювання у своїй камері, він загадує Коулу Блеку загадку, щоб відчинити двері, є можливість вибрати: залишити його в кімнаті або звільнити його, і він приєднається до інших ув'язнених, щоб убити Блека, якого всі вважають «Ляльководом».

### Музика
- Пісня «Mad Hatter» американського гаражного рок-гурту Shag була навіяна персонажем Капелюшника. Він з'явився в їх однойменному альбомі 1969 року.
- Малюнок Капелюшника, зроблений сером Джоном Теннілом, у поєднанні з монтажем інших зображень із фільму «Аліса в країні чудес» з 1972 року використовувався як логотип Charisma Records.
- Божевільний Капелюшник, натхненний Бертоном, з'являється в музичному відео «The Man who become a Rabbit», індійській версії «Аліси у Дивокраї» Валеріана МакРебіта та Лалкрішнана. Божевільний Капелюшник стає Маком Капелюшником і загадує одну загадку головному герою: «Намазати кров'ю торт до дня народження».[23]
- Ім'я Божевільного Капелюшника використовується в пісні Елтона Джона 1972 року «Мона Лізи та божевільні капелюшники» («Mona Lisas and Mad Hatters»).
- Божевільний Капелюшник згадується в однойменній пісні 2015 року Мелані Мартінес поряд з кількома іншими персонажами з «Аліси в країні чудес» Керролла.[24]

### Живе виконання
- У 1887 році книги про Алісу були адаптовані для сцени Савілом Кларком. Льюїс Керол написав рецензію, яку назвав ««Аліса »на сцені». Він виділив для похвали «Капелюшника» у виконанні Сіднея Гаркорта (який також грав Твідледама), сказавши: «Бачити, як він грає Капелюшника, було дивним і моторошним видовищем, ніби якесь гротескне чудовисько, яке востаннє бачили уві сні, має зайти в кімнату серед білого дня і тихо сказати “Доброго ранку!”. Мені немає потреби намагатися описати, яким я уявив собі Капелюшника, оскільки, наскільки я зараз пам'ятаю, він був саме таким, яким його зробив містер Гаркорт; і я можу сказати майже те саме про Твідледама: але Капелюшник здивував мене найбільше - можливо, тільки тому, що він з'явився першим у п'єсі».
- Божевільний Капелюшник Діснея — приємний персонаж у Діснейленді, Всесвітньому курорті Уолта Діснея, Токійському Діснейленді, Паризькому Діснейленді та Гонконгському Діснейленді.
- У мюзиклі «Шрек» Божевільний Капелюшник виконує невелику роль казкової істоти (замінює Гнома) і має два рядки в піснях, зокрема «Вони висміювали мій капелюх» і «Я пахну квашеною капустою».
- Френк Вайлдхорн створив музику та був співавтором музики до мюзиклу «Країна чудес: Нова Аліса». У цій адаптації Капелюшник зображений як жінка, лиходійка історії та альтер-его Аліси та божевільна жінка, яка прагне бути королевою. Її зіграла Ніккі Снелсон в оригінальній постановці Тампа, штат Флорида, а потім Кейт Шиндл у турі Тампа/Х’юстон і постановці на Бродвеї.
- У пантомімі «Cbeebies» 2015 року Божевільного Капелюшника (тут його називають просто Капелюшником) грає Енді Дей, який отримав найбільшу кількість чоловічих ролей у рекламних матеріалах. Вперше він з'являється на чаюванні, на якому також присутні Березневий Заєць, Дверна Миша, Білий Кролик і сама Аліса. Вони грають у гру та співають пісню «Хоровод навколо столу». Пізніше він з'являється на садовій вечірці у Королеви Червової, де змагається у грі в крокет (разом з Королевою та Герцогинею); він влучає у їжака, але не потрапляє в обруч.

### Комікси та книги
- Божевільний Капелюшник (також відомий як «Джервіс Тетч») — суперлиходій і ворог Бетмена в коміксах DC, який вперше з'явився в жовтні 1948 року (№49) про Бетмена. Його зображують як блискучого нейротехніка, який має значні знання про те, як домінувати над людським розумом і контролювати його.[25] Джервіс був одержимий книгами Льюїса Керролла, які він вважає себе реінкарнацією Божевільного Капелюшника, зокрема змушував своїх поплічників носити одяг на основі персонажів Країни Чудес і викрадати жінок і змушувати їх одягатися та називати їх Алісами.
- У фільмі «Війни Задзеркалля» Френка Беддора, який є спін-оффом традиційної історії «Аліси у Дивокраї», з’являється персонаж на ім’я Капелюшник Медіган, член елітної групи охоронців, відомих у Країні Чудес як «Мілінарія» за бізнесом з продажу жіночих капелюхів. Він діє як охоронець законної королеви та як гід/охоронець головної героїні, Аліс Гарт.
- Божевільний Капелюшник у серії манги «Серця Пандори» — це ланцюг (істота з Безодні), яка була укладена Ксерксом Брейком. Капелюшник в основному виглядає як великий циліндр із квітковими прикрасами (схожий на циліндр Брейка) і пошарпаний плащ. Коли його покликано, він може знищити всі ланцюги та об’єкти з Безодні на великій території.
- Японську мангу «Аліса в країні сердець» переклали англійською. Роль Капелюшника виконує Блад Дюпре, кримінальний авторитет і лідер вуличної банди Капелюшників, яка контролює одну з чотирьох територій Країни чудес.

### Іграшки
У Капелюшника є донька на ім'я Мадлен із серії іграшок Ever After High.

## Зовнішні посилання
Alice in Wonderland – The Mad Hatter! на YouTube